# Fantasmagie
Fantasmagie was een internationale kunstbeweging die nauw aansloot bij het surrealisme en de fantastische figuratie. Het is tevens de naam van een Belgisch artistiek en literair tijdschrift dat van 1959 tot 1979 verscheen. 

## Oprichting
In 1958 namen de esotherische kunstschilder Aubin Pasque (Frankrijk) en schrijver Serge Hutin (Frankrijk) het initiatief voor de oprichting van een internationale beweging, Fantasmagie.   
Mede-oprichters en leden van de Raad van Bestuur waren baron Jean de Loën d'Enschedé (België, voorzitter), Jean-Jacques Gaillard (Frankrijk, ondervoorzitter), Paule Mevisse (België, secretaresse), Lucien van Rompaey (België, schatbewaarder), Andre Van Wassenhove (België, archivaris) Max Bucaille (België), Marc. Eemans (België), Robert Geenens (België), Stanley Chapman (Verenigd Koninkrijk), Thomas Owen (België), Gertrude Gröninger-van der Eb  (Duitsland), Pol Le Roy (België), Garibaldo Marussi (Italië), Georges Pfund (Zwitserland), gravin Cecile de Heville (Zuid-Afrika), Albano Rodriguez (Argentinië), Yves Smeyers (Spanje) en Bori Vizintin (Kroatië).
De naam "fantasmagie" werd bedacht door schrijver-journalist Paul De Vree, die als eerste een volledige editie van het experimenteel kunsttijdschrift De Tafelronde wijdde aan de Fantasmagie. Deze editie van de Tafelronde wordt ook beschouwd als het eerste nummer van het tijdschrift "Fantasmagie".
Naast Aubin Pasque en Serge Hutin, kunnen Wout Vercammen, Max Bucaille, Jean-Jacques Gaillard, Marc Eemans, Roger Van de Wouwer, Leo Dohmen, Robert Geenens, Yves Rhayé en Wout Hoeboer als vertegenwoordigers van deze groep beschouwd worden. De lijst van kunstenaars die met deze beweging verbonden waren of deelnamen aan een tentoonstelling ervan is bijzonder lang.

## Beschrijving
Fantasmagie is een samensmelting van twee concepten, het fantastische, de wereld van de droom en verbeelding, en de magie, onze diepere innerlijke krachten, de kracht van de geest los van de tirannie van de realiteit en de logica.In die zin onderscheidt het zich van het magisch realisme, hoewel het er nauw mee verwant is. Het is esoterische kunst, met veel aandacht voor het mysterieuze, dromen, fantasie en mythes. De stijl en techniek is ondergeschikt aan de expressie van de persoonlijke ervaring van het wonderbaarlijke.
Het initiatief omvatte drie aspecten:
1. De oprichting van een internationaal centrum voor de studie van Fantasie en Magische Kunst (CIAFMA (Centre internationale pour l'étude de l'Art Fantastique et Magique)) met hoofdkwartier in Vorst:  dit centrum werd belast met de studie van alle huidige uitingen op basis van artistieke ervaringen zoals die al millennia lang bestaan. Het ging om de wereld van de mythen, sagen, voorspellingen, dromen, fantasie.  Het wilde op die manier archieven van moderne fantastische en magische kunst aanleggen en tegelijk alle aspecten van deze kunst promoten, zowel door publicaties, uiteenzettingen als tentoonstelling van de kunst.[3]
2. De uitgave van een literair en artistiek tijdschrift "Fantasmagie":  het was een Belgisch driemaandelijks Franstalig tijdschrift, onder leiding van Aubin Pasque, waarvan het eerste nummer in november 1959 en het laatste, nummer 52, in april 1979 verscheen. Het werd uitgegeven door het studiecentrum "Ciafma" in Brussel, maar werd ook verkocht in Antwerpen, Charleroi, Parijs, Genève en zelfs in Buenos Aires, Argentinië, en Stellenbosch, Zuid-Afrika.[5] Het stelde kunstenaars in de kijker, gaf een overzicht van exposities en activiteiten en toonde afbeeldingen van kunstwerken.[1] [4]  Er waren verwijzingen naar het surrealisme en reproducties van surrealistische schilders. In sommige edities stonden filosofische en esthetische thema's centraal, waarbij de kracht van symbolen en tekens werd onderzocht. Andere behandelden artistieke technieken zoals de collage, poëzie en schilderkunst. Nog anderen waren een  eerbetoon aan een belangrijke kunstenaar zoals René Verboom, Michel de Ghelderode, Jean Ray, Victor Delhez, Marcel Lecomte en René Gerbault. Andere nummers  edities waren gericht op een specifieke land zoals Joegoslavië, de Bondsrepubliek Duitsland, of  Latijns-Amerika.[5]
3. De promotie van de fantasmagie met activiteiten zoals colloquia en tentoonstellingen.[6] Deze tentoonstellingen kenden een groot internationaal deelnemersveld. Zij werden georganiseerd door het studiecentrum "Ciafma" en waren een groot internationaal succes, met activiteiten in en deelnemers uit België, Frankrijk, Nederland, Duitsland, Zwitserland, ex-Joegoslavië, ex-Tsjecho-Slowakije, Canada en Argentinië.[3]

Kenmerkend voor deze beweging was dat de kunstenaars volledig vrij en onafhankelijk waren, los van manifesten of gedefinieerde programma's.De leden of deelnemers van de groep kunnen beschouwd worden als een verzameling van dadaïsten, surrealisten, magisch realisten en (post-)symbolisten.
Op artistiek vlak is de betekenis van Fantasmagie echter beperkt. De groep wou enkel kunstenaars samenbrengen die min of meer dezelfde mentaliteit hadden. Die vrijheid zorgde op tentoonstellingen voor  heel verschillende en diverse werken, zoals grote en kleine schilderijen, prenten, gravures en collages. De grote namen toonden hun vertrouwd werk, bij anderen waren technieken traditioneel, de vormen conventioneel en de symboliek stereotiep. Sommige leden, zeker in België, grepen fantasmagie aan als reactie op gevaarlijke tendensen in de kunst en maatschappij.   De beweging was daarom onderhevig aan kritiek van moderne kunstenaars, in het bijzonder in België, waar de controversiële Marc Eemans de woordvoerder van de beweging was. Hij moest het ontgelden in een gepubliceerd pamflet van 1964 met de titel "U bent een navelstaarder" ("Vous voyez avec votre Monbril"), waarin hij, naar aanleiding van zijn provocerende uitspraken op een vernissage over het surrealisme, op de korrel werd genomen door een grote groep Belgische surrealisten.